# Беккер, Уолт
Уолтер Уильям Беккер (англ. Walter William Becker; род. 16 сентября 1968, Голливуд, Калифорния) — американский кинорежиссёр, сценарист, продюсер и писатель. Известен прежде всего режиссурой таких фильмов, как «Король вечеринок», «Реальные кабаны» и «Так себе каникулы». Беккер окончил USC Школу кино и телевидения и Калифорнийский университет.

## Личная жизнь
Уолт Беккер женился на Линси Беккер в 2005 году, есть сын и дочь.

## Работы

### Романы
- Недостающее звено (1998)
- Заблуждение (2001) — с Робертом Шапиро

### Новеллы
- Last Reign: Kings of War (2010) — с Майклом Алланом Нельсоном

## Фильмография
| Год       |   | Русское название                               | Оригинальное название                  | Роль                          |
| --------- | - | ---------------------------------------------- | -------------------------------------- | ----------------------------- |
| 2002      | ф | Король вечеринок                               | Van Wilder                             | режиссёр                      |
| 2002      | ф | Кот в мешке                                    | Buying The Cow                         | режиссёр, сценарист           |
| 2007      | ф | Реальные кабаны                                | Wild Hogs                              | режиссёр                      |
| 2009      | ф | Так себе каникулы                              | Old Dogs                               | режиссёр                      |
| 2010—2011 | с | Блеск славы                                    | Glory Daze                             | режиссёр, сценарист, продюсер |
| 2012—2014 | с | Салливан и сын                                 | Sullivan & Son                         | режиссёр                      |
| 2014      | с | Кирби Бакетс                                   | Kirby Buckets                          | режиссёр                      |
| 2015      | ф | Элвин и бурундуки: Грандиозное бурундуключение | Alvin and the Chipmunks: The Road Chip | режиссёр                      |
| 2015      | с | Летающие тигры                                 | Flying Tigers                          | режиссёр                      |